# Euronext 100
De Euronext 100 is een beursindex die een gewogen gemiddelde weergeeft van de koersen van de grootste aandelen die verhandeld worden binnen Euronext, een grensoverschrijdende effectenbeurs. Euronext bestaat onder andere uit de beurzen van Amsterdam, Brussel, Parijs en Lissabon. 
De Euronext 100 index wordt in de praktijk nauwelijks gebruikt. Er worden geen relevante financiële derivaten zoals opties en futures op verhandeld, en voor analyses in de media gebruikt men eerder de nationale indices zoals de AEX en of de Franse CAC 40. Binnen de Eurozone speelt de Eurostoxx 50-index de rol van toonaangevende graadmeter, Europees is dat de STOXX Europe 600.
De andere bij Euronext behorende graadmeter is de Next 150. Daarin zijn de honderdvijftig aandelen opgenomen die qua grootte na de Euronext 100 komen.